# 上八洞石
上八洞石（じょうはちどうせき、ジョーハチドーライト、英語: johachidolite）とは、カルシウムとアルミニウムを主成分とする希少なホウ酸塩鉱物である。

## 発見と命名
上八洞石は、朝鮮半島北東部の上八洞（現在の北朝鮮 咸鏡北道吉州郡）で1942年に発見され、日本人鉱物学者の岩瀬栄一と斎藤信房によって初めて記載された。当時この地域は日本の統治下にあったため、発見地の日本語読みである「上八洞（じょうはちどう）」に基づいて命名された。

## 歴史
初期の記載において、岩瀬と斎藤はこの鉱物の組成を H₆Na₂Ca₃Al₄F₅B₆O₂₀ という複雑なものと報告した。しかしその後、MooreとArakiは1972年の論文において、ナトリウムやフッ素は不純物によるものであると解釈し、上八洞石自体の理想組成は CaAlB₃O₇ であると提唱した。さらにAristarainとErdによる詳細な分析が行われた結果、1977年、国際鉱物学連合により、上八洞石は CaAlB₃O₇ を組成とする新鉱物として正式に承認された。
その後、1990年代後半にミャンマーのモゴクで宝石品質の上八洞石が発見された。1998年には、14.02カラットの淡黄色透明なカット石が英国宝石学協会に持ち込まれ、天然の上八洞石と認定された。2006年以降、モゴク近郊のピャン・ギー鉱山から結晶標本が少量産出されているが、1cmを超える標本は極めて稀である。

## 産状
原産地である北朝鮮では、無色透明から白色の1mm未満の小さな結晶または粒状で産出し、宝石品質の結晶は知られていない。
一方、ミャンマーでは黄色からオレンジ色の、数mmから3cm程度の宝石品質の結晶として産出し、柱石やハックマン石などと共生することがある。これらの結晶はカットされることもある。

## 蛍光
個体差はあるが、長波紫外線で青紫色に蛍光することが知られている。